# Rearranjo de McLafferty
Rearranjo de McLafferty é uma reação observada na espectrometria de massas durante a fragmentação ou dissociação de moléculas orgânicas. Às vezes, verifica-se que uma molécula contendo um grupo cetona sofre uma clivagem β, com o ganho de um átomo de hidrogênio na posição γ, conforme relatado pela primeira vez por Anthony Nicholson, que trabalhava na Divisão de Física Química da CSIRO, na Austrália. Esse rearranjo pode ocorrer por um mecanismo radicalar ou iônico.

## A reação
Uma descrição da reação foi posteriormente publicada pelo químico americano Fred McLafferty, em 1959, o que levou à associação do seu nome ao processo.